# Guerra Junqueiro
Abílio Manuel Guerra Junqueiro, né le 15 septembre 1850 à Freixo de Espada à Cinta et mort le 7 juillet 1923  à Lisbonne, au Portugal, est un journaliste, poète et homme politique portugais.
Il a été un des poètes les plus populaires de son époque et a contribué, par ses écrits, à la proclamation de la République en 1910.

## Œuvres (sélection)
- A morte de Dom João, 1874.
- A velhice do Padre Eterno, 1885.
- Os simples, 1892.
- A pátria, 1896.
- Oração À Luz, 1904.
- Gritos da Alma, 1912.
- Poesias dispersas, 1920.